# Dasyurus viverrinus
Dasyurus viverrinus, também conhecido como Quoll Oriental é uma espécie de marsupial carnívoro da família Dasyuridae. Endêmico da Australásia, foi extinto no continente australiano em 1963, ficando restrito a Tasmânia. É 1 das 6 espécies restantes do gênero Dasyurus.

## Características
O Quoll oriental tem geralmente o mesmo tamanho de um gato doméstico, com um macho adulto em média de 60 cm e pesando aproximadamente 1,3 kg. Seu pêlo grosso é coberto por manchas brancas, e varia de um castanho claro a negro, com barriga esbranquiçada. Pode ser distinguido do Gato-tigre por seu corpo esbelto, focinho pontudo e falta de manchas na cauda.
O nome da espécie, viverrinus, indica que é semelhante a doninha. A espécie foi descrita pela primeira vez em 1800 por George Shaw, que colocou no gênero dos gambás Didelphis, juntamente com o outro só então conhecido Quoll, o Gato-tigre.

## Hábitos alimentares
É um predador solitário, caçando a noite por presas como insetos e pequenos mamiferos;

## Características de reprodução
A época de reprodução começa no início do inverno, a fêmea dá a luz até 30 filhotes. Destes, o primeiro a juntar-se aos seis bicos serão os unicos sobreviventes. O desmame ocorre em cerca de 10 semanas de idade, com a permanência, enquanto filhotes nas forragens da cova da mãe.

## Habitat
Vive em savanas, florestas temperadas e florestas tropicais da Tasmânia;

## Distribuição Geográfica
Provavelmente sobrevive somente na Tasmânia, antigamente vivia na Austrália Meridional, Nova Gales do Sul e Victoria;

## Subespécies
- Subespécie: Dasyurus viverrinus guttatus? (Desmarest, 1804)

Sinônimo do nome científico da subespécie: Dasyurus guttatus;
Nota: Considerado sinônimo de Dasyurus viverrinus;
Local: Austrália;
- Subespécie: Dasyurus viverrinus maculatus? (Anon,  1791)

Sinônimo do nome científico da subespécie: Didelphis maculatus;
Nota: Considerado sinônimo de Dasyurus viverrinus;
Local: Porto Jackson, Nova Gales do Sul;
- Subespécie: Dasyurus viverrinus maugei? (Geoffroy, 1803)

Sinônimo do nome científico da subespécie: Dasyurus maugei;
Nota: Considerado sinônimo de Dasyurus viverrinus;
Local: Tasmânia, Austrália Ocidental;